# Deichverband Heede-Aschendorf-Papenburg
Der Deichverband Heede-Aschendorf-Papenburg ist ein Deichverband im Landkreis Emsland.

## Verbandsgebiet
Der Deichverband ist für ein westlich und östlich der Ems liegendes Gebiet in der Gemeinde Rhede und Teilen der Gemeinde Heede und der Stadt Papenburg im Landkreis Emsland zuständig. Das Verbandsgebiet umfasst alle im Schutz der Hauptdeiche liegenden Grundstücke bis zu einer Höhe von NN +5,00 m inklusive der innerhalb dieses Gebietes liegenden höheren Bodenerhebungen.
Die Hauptdeichlinie im Zuständigkeitsbereich des Deichverbandes ist 32,6 Kilometer lang. Sie erstreckt sich auf der linken Seite der Ems vom Generalplankilometer 48,2 an der Kreisgrenze der Landkreise Emsland und Leer bis zum Generalplankilometer 58,1 beim Schöpfwerk Borsum des Borsumer Siels sowie auf der rechten Seite der Ems vom Generalplankilometer 58,1 an der Schleuse Herbrum bei Aschendorf bis zum Generalplankilometer 70,9 an der Kreisgrenze der Landkreise Emsland und Leer bei Papenburg.
Das Verbandsgebiet des Deichverbandes Heede-Aschendorf-Papenburg grenzt im Norden links der Ems an das Verbandsgebiet der Rheider Deichacht und rechts der Ems an das Verbandsgebiet der Overledinger Deichacht.

## Aufgaben
Der Deichverband hat die Aufgabe, Grundstücke im Verbandsgebiet vor Sturmfluten und Hochwasser zu schützen. Dazu unterhält er die im Verbandsgebiet liegenden Deiche.

## Verbandsstruktur
Der Verband wird von einem Ausschuss vertreten, der von den Verbandsmitgliedern gewählt wird. Der Ausschuss wählt seinerseits einen Vorstand. 
Mitglieder des Verbandes sind alle Grundeigentümer und Erbbauberechtigten der im Verbandsgebiet gelegenen Grundstücke.